# Silnice I/18
Silnice I/18 je česká silnice I. třídy na území Středočeského kraje. Je dlouhá 62,341 km a má spíše jen regionální význam – propojuje okresy Příbram a Benešov.
Za Československa byla se zhruba 757 km naopak vůbec nejdelší silnicí, vedla přes Českomoravskou vrchovinu, Hanou, Beskydy a kotliny pod Tatrami až do východoslovenských Michalovců (na Slovensku je jako silnice I/18 zachována v úseku Žilina–Michalovce). Mnohé české úseky měly charakter spíše podružných silnic a po reformě kategorizace silnic roku 1997 byly degradovány na silnice II. třídy (konkrétně II/150). Na jiné úseky někdejší silnice č. 18 byly převedeny části silnic I/19 a I/35. Viz původní vedení (v Česku) na Mapy.cz.
Ještě dříve silnice č. 18 vedla do Příbrami z Rokycan a Mirošova, z důvodu kolize s vojenským újezdem Brdy však byla přetrasována k Rožmitálu.

## Vedení silnice

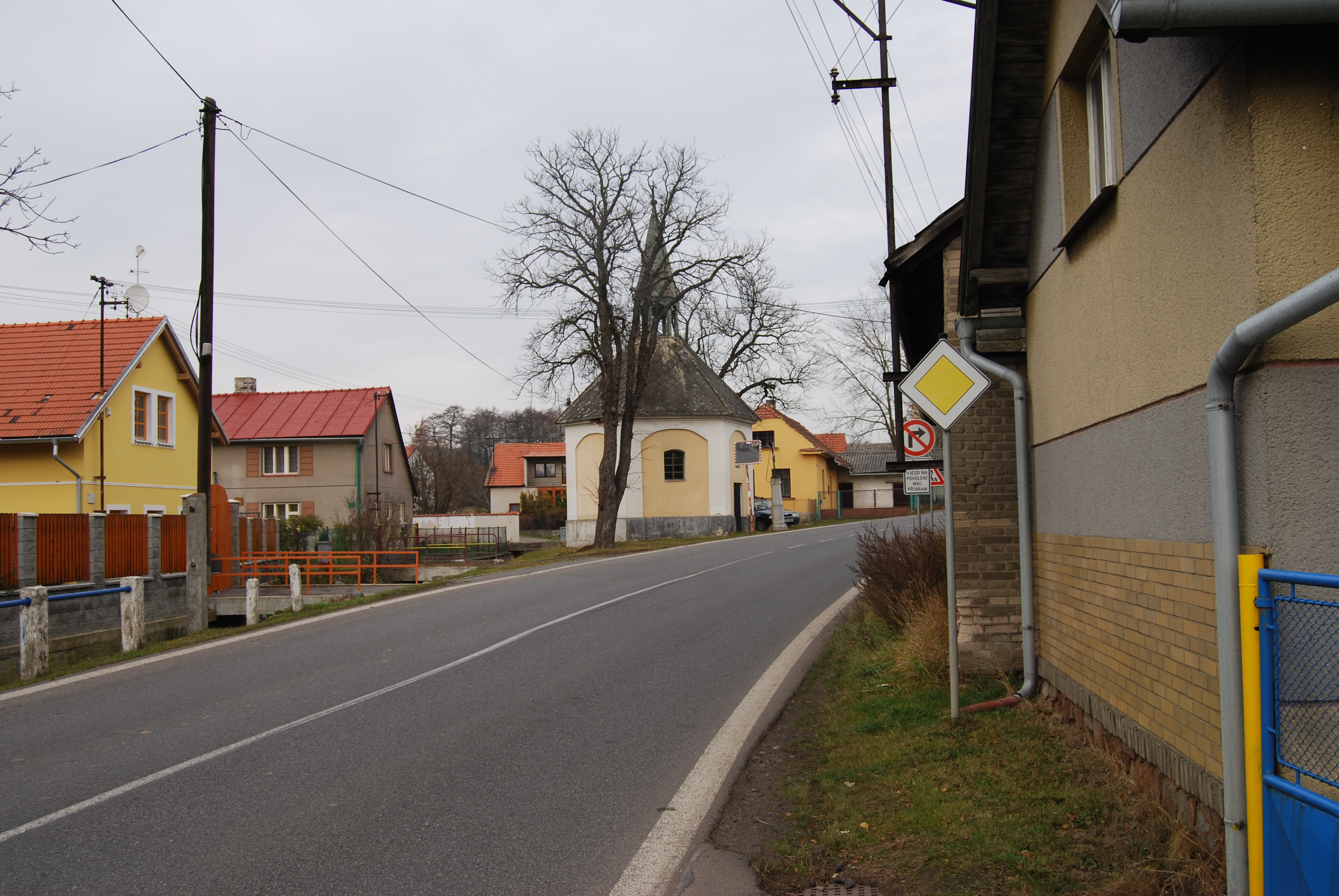
Silnice I/18 ve Vranovicích

#### Okres Příbram
- Rožmitál pod Třemšínem (I/19, II/191)
- Hoděmyšl
- Vranovice
- odb. Láz
- Bohutín
- Havírna
- Vysoká Pec
- Příbram (I/66, II/118)
- Dubno (obchvat)
- křižovatka Dubenec (D4)
- Drásov
- Višňová (obchvat)
- Obory (II/102)
- odb. Velká (II/102)
- odb. Hřiměždice
- Vestecký most přes vodní nádrž Slapy
- odb. Hrachov
- Líchovy (obchvat)
- Dublovice
- odb. Příčovy
- odb. Solopysky/Sedlčany
- Sedlčany (II/105)
- Kosova Hora

#### Okres Benešov
- Vojkov (obchvat)
- odb. Bezmíř/Minartice
- Voračice
- Vrchotovy Janovice (obchvat)
- Křešice
- Veselka
- MÚK Olbramovice/Votice (I/3, E55)

## Modernizace silnice
| Číslo | Název                                    | Délka  | Kategorie | Zahájení výstavby | Uvedení do provozu | Křižovatky |
| ----- | ---------------------------------------- | ------ | --------- | ----------------- | ------------------ | ---------- |
| S92   | Křešice, přeložka                        | 2,2 km | 9,5/90    | plánováno 2029    | plánováno 2030     |            |
| S61   | Příbram – Jihovýchodní obchvat – 1. část | 4,9 km | 9,5/90    | plánováno 2029    | plánováno 2031     |            |
| S84   | Příbram – Jihovýchodní obchvat – 2. část | 5,6 km | 9,5/70    | plánováno 2027    | plánováno 2028     |            |